# 브라이트힐역

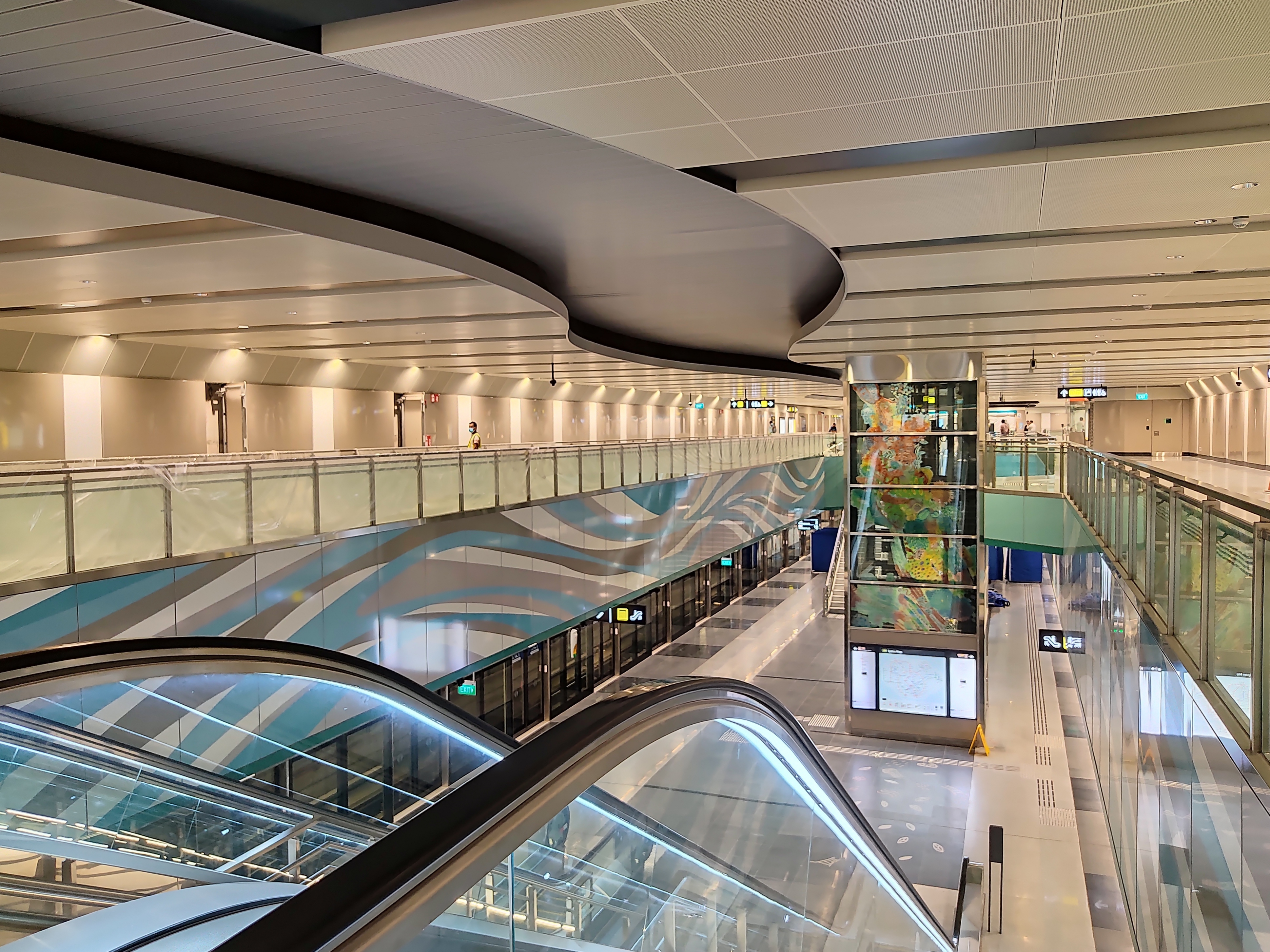

브라이트힐역(Bright Hill MRT station)은 싱가포르 MRT 톰슨-이스트 코스트선(TEL)의 MRT(Mass Rapid Transit) 역이다. 싱가포르 비샨 서부의 신밍 애비뉴(Sin Ming Avenue)에 위치한 이 건물은 역 주변의 다양한 주거 단지에 서비스를 제공한다. 또한 피어스 중등 학교, 아이통 학교, 비샨앙모키오 공원 및 콩 멩 산 포르 카르크 시(Kong Meng San Phor Kark See) 수도원과 같은 랜드마크도 제공된다.
2012년 8월 신밍 MRT 역으로 처음 발표된 이 역은 TEL 2단계(TEL 2)의 일부로 건설되었다. 역사는 개발이 심한 지역에 건설되었기 때문에 현장의 단단한 화강암으로 인해 특수 기계를 사용하여 천공 파일을 설치했다. 2019년 1월, 이 역이 미래의 크로스 아일랜드 선(CRL)과의 환승역이 될 것이라고 발표되었다.
지연된 후 브라이트힐역은 TEL 2 역과 함께 2021년 8월 28일에 개통되었다. 민방위(CD) 대피소인 브라이트힐역은 깊이가 20미터(66피트)이고 입구가 4개 있다. 이 역에는 앤지 세아(Angie Seah)의 이동 예술 작품인 "A Kaleidscope Nature"가 전시되어 있다.